# رودلف مدک
رودُلف مِدِک (چکی: Rudolf Medek; ۸ ژانویهٔ ۱۸۹۰ – ۲۲ اوت ۱۹۴۰) شاعر، نثر نویس مرتبط با ارتش و ژنرال لژیون چکسلواکی در روسیه بود. در سال ۱۹۱۹ به او نشان خدمات ممتاز توسط جرج پنجم اعطا شد که او پس از توافقنامه مونیخ آن را بازگرداند، همان‌ کاری که با نشان لژیون دونور خود انجام داد.
او پدر موسیقی‌دان و روزنامه‌نگار ایوان مدک و نقاش میکولاش مدک بود.